# Zenon Licznerski
Zenon Licznerski, född den 27 november 1954 i Elbląg, Polen, är en polsk friidrottare inom kortdistanslöpning.
Han tog OS-silver på 4 x 100 meter stafett vid friidrottstävlingarna 1980 i Moskva. 